# Ярослав Шпачек
Ярослав Шпачек (чеськ. Jaroslav Špaček; 11 лютого 1974, м. Рокицани, ЧССР) — чеський хокеїст, захисник.  
Виступав за клуби «Пльзень», «Фер'єстад» (Карлстад), «Біст оф Нью-Гейвен» (АХЛ), «Флорида Пантерс», «Чикаго Блекгокс», «Колумбус Блю-Джекетс», «Славія» (Прага), «Едмонтон Ойлерс», «Баффало Сейбрс», «Монреаль Канадієнс», «Кароліна Гаррікейнс» .
В чемпіонатах НХЛ — 861 матч (78+259), у турнірах Кубка Стенлі — 61 матч (4+14). В чемпіонатах Чехії — 227 матчів (26+77), у плеф-оф — 13 матчів (1+3). В чемпіонатах Швеції — 45 матчів (10+16), у плей-оф — 12 матчів (2+5).
У складі національної збірної Чехії учасник зимових Олімпійських ігор 1998, 2002 і 2006 (18 матчів, 0+1), учасник чемпіонатів світу 1999, 2001, 2002, 2003, 2004 і 2005 (52 матчі, 6+16), учасник Кубку світу 2004 (4 матчі, 0+0). У складі молодіжної збірної Чехії учасник чемпіонату світу 1994.
Досягнення
- Олімпійський чемпіон (1998), бронзовий призер (2006)
- Чемпіон світу (1999, 2001, 2005)
- Чемпіон Швеції (1998).